# Суд чести (СССР)
Суд чести — специализированный общественный орган в министерствах и ведомствах Союза ССР сталинской эпохи, возникший в 1947 году с началом борьбы с космополитизмом.
Суды чести были выборными органами, а их полномочия ограничивались вынесением обвиняемому общественного порицания или общественного выговора, а также возможностью передачи дела следственным органам. Суды чести избирались на основе голосования из сотрудников организации или учреждения, где они образовывались, сроком на один год. Суды чести в ряде министерств и ведомств Союза ССР были преобразованы и переименованы в товарищеские суды в 1960—1970-х годах, после принятия Президиумами Верховного Совета РСФСР и других союзных республик Положения о товарищеских судах. Например, в системе Министерства внутренних дел суды чести просуществовали до 1965 года, далее были переименованы в товарищеские суды, функционировали до 1991 года. Восстановлены в МВД как суды чести в 1995 году. В остальных советских министерствах и комитетах суды чести и товарищеские суды чести прекратили своё существование или практически перестали использоваться по мере нарастания застоя и деградации в СССР к началу 1970-х годов.

## Предшественники
Партийные суды чести существовали в первое десятилетие с момента основания СССР в крупных политических партиях, включая ВКП(б), во времена НЭПа — в профсоюзных организациях, судебной системе, ассоциациях адвокатов, объединениях медицинских работников СССР.
До 1917 года суды чести были достаточно широко распространены и внедрялись во многих ведомствах и коммерческих объединениях как часть корпоративной этики и культуры, например, на железных дорогах России. Считается, что «учреждение судов чести, несомненно, в полной мере может быть причислено к положительным мероприятиям, давшим благодетельные результаты в отношении развития личности рабочего, поднимая его нравственный и культурный уровень. Формирующаяся корпоративная этика позволяла обеспечивать поведение, соответствующее сложившимся нравственным нормам корпорации <…>, способствовать повышению престижа и уважению к профессии.»

## Попытка использования судов чести в борьбе с космополитизмом
Первые обвинения в «низкопоклонстве перед Западом» прозвучали ещё в 1936 году. Эпоха войны отличалась относительной открытостью и благожелательностью по отношению к Западу.
С окончанием Отечественной и началом холодной войны в СССР началось ужесточение и увеличение строгости идеологического режима. В постановлении о журналах «Звезда» и «Ленинград» (14 августа 1946 г.) обличались «произведения, культивирующие несвойственный советским людям дух низкопоклонства перед современной буржуазной культурой Запада».
В течение 1947 и 1948 гг. были проведены достаточно многочисленные показательные процессы судов чести по обвинению подсудимых в заискивании перед Западом, космополитизме, практике печатать свои работы на английском за рубежом, вынесении внутри-советских научных споров и дискуссий на страницы зарубежных научных изданий, чрезмерном использовании русских фонетических калек с зарубежной специальной терминологии (горное дело, медицина, геология, геоморфология, геодезия, картографии и топография), чрезмерном следовании тенденциям современной западной музыкальной культуры.
Многочисленные исследования по региональным архивным материалам показали, что в провинции кампания по борьбе с космополитизмом и кампания периода «дела врачей» в области в основном была зеркальным отражением материалов центральной прессы и всевозможных инструкций. По сути, эти кампании вылились в перепечатку материалов, шедших «сверху», и доведение их до членов партийных и комсомольских организаций.
На региональном уровне кампания по борьбе с космополитизмом в прессе представляла собой борьбу с западным влиянием в манере одеваться, зарубежной музыкой на танцевальных площадках, преобладанием западных фильмов в кинотеатрах города, увлечением западной культурой и искусством.
В большой степени подобные действия власти были вызваны началом Холодной войны, начавшимися на Западе, в Америке антисоветскими идеологическими и политическими кампаниями.
Ряд исследователей связывает начало и особенно противоречивый конец кампании по борьбе с космополитизмом с серьёзной борьбой между собой группировок в Политбюро ЦК ВКП(б), партии и правительстве, имевших очень разные взгляды на пути послевоенного развития СССР.
Кампания отличалась высокой противоречивостью, после 1948 г. подобные процессы по борьбе с космополитизмом не проводились, на завершающей стадии кампании, с осени 1948, и далее в 1950, 1951 и 1952 гг. в советский широкий прокат был выпущен большой набор зарубежных художественных кинофильмов (в основном т. н. «трофейные фильмы»), оказавший сильнейшее нивелирующее воздействие на кампанию по борьбе с космополитизмом.
Доставшийся Советской Армии рейхархив Геббельса (Геббельс-фильмархив) насчитывал свыше двух тысяч кинокартин (не только немецкого, но и американского, французского, японского, английского, итальянского, австрийского, чехословацкого производства) и был широко использован в отечественном кинопрокате в годы «малокартинья». С подачи верховного руководства страны Советов он превратился в своеобразный «дежурный фильмофонд», который компенсировал издержки кинополитики государства послевоенных лет.
В мае 1945 года в Бабельсберг прибыли советские специалисты для изучения фильмофонда Третьего рейха. Руководитель делегации Иосиф Маневич называл цифру в 367 фильмов, отобранных по списку репарации. Речь шла только о немецких, австрийских и итальянских картинах. Дополнительно были выпущены на экраны СССР и фильмы из других стран, включая союзников СССР, закупленные Германией, в рамках т. н. «трофейных».
Причины такого шага по дискредитации кампании по борьбе с космополитизмом в правительстве СССР остаются неясными, исследователи выделяют два основных мотива — необходимость быстрого пополнения бюджета страны в рамках чрезвычайно дорогостоящей государственной программы Атомного проекта СССР, и борьбу группировок с исключительно разным видением путей послевоенного развития СССР, в правительстве и Политбюро между собой, при сильном ослаблении влияния Сталина, перенёсшего несколько инсультов.

## Создание Судов чести
28 марта 1947 года вышло Постановление Политбюро ЦК ВКП(б) «О Судах чести в министерствах СССР и центральных ведомствах», восстанавливающее суды чести в гражданских и военных ведомствах, головных объединениях, комитетах и министерствах. Согласно этому постановлению, в каждом ведомстве создавался особый орган — «суд чести», на который возлагалось «рассмотрение антипатриотических, антигосударственных и антиобщественных поступков и действий, совершённых руководящими, оперативными и научными работниками министерств СССР и центральных ведомств, если эти проступки и действия не подлежат наказанию в уголовном порядке».
Постановление требовало «в первую очередь в двухнедельный срок организовать суды чести в Министерстве здравоохранения, Министерстве торговли и Министерстве финансов».
25 марта 1947 года Жданов представил Сталину на утверждение проект постановления ЦК ВКП(б) «О судах чести в министерствах СССР и центральных ведомствах». Проект был подготовлен Ждановым вместе с его выдвиженцами — А. А. Кузнецовым и М. А. Сусловым.
Подготовленный Ждановым текст гласил:

1. В целях содействия воспитанию работников государственных органов в духе советского патриотизма и преданности интересам Советского государства и высокого сознания своего государственного и общественного долга, для борьбы с проступками, роняющими честь и достоинство советского работника, в министерствах СССР и центральных ведомствах создаются суды чести.
2. На суды чести возлагается рассмотрение антипатриотичных, антигосударственных и антиобщественных поступков и действий, совершённых руководящими, оперативными и научными работниками министерств СССР и центральных ведомств, если эти проступки и действия не подлежат наказанию в уголовном порядке.

В Министерстве авиационной промышленности «суд чести» выбирать не стали, поскольку министр
М. В. Хруничев и руководители парторганизации министерства считали, что у них нет дел, которые
находятся в компетенции «судов чести». Аналогичным путём первоначально пошли руководители министерств геологии, вооружения, связи, электропромышленности и Главсевморпути. Другие заняли выжидательную позицию. В Министерстве рыбной промышленности восточных районов «суд чести» был создан, но к работе не приступал, поскольку его председатель (заместитель министра Стариков) высказывался в следующем духе: «Мы подождём, пока накопится опыт работы судов чести у других министерств».

## Практика применения судов чести
В то же время предложения главы Главлита Лебедева-Полянского о проведении процессов Судов чести в отношении музыкантов, композиторов и литераторов, не были поддержаны ни Ждановым, ни Сталиным.. В 1949—1952 гг. дела, направляемые в Суды чести, требовали предварительного одобрения Политбюро ВКП(б), и касались в основном руководящих работников Министерств.
Начиная с 1949 г. ходатайства о рассмотрении дел отдельных лиц в судах чести, направляемые из низовых организаций в Политбюро на утверждение, в абсолютном большинстве были отклонены.
Всего в 1947—1949 гг. в Министерствах, главках, комитетах и ведомствах было создано около 90 «Судов чести». Информация же о судах чести и проведенных ими процессах за более поздний период — с 1950-го по 1955 г. очень фрагментарна, фонды Президентского архива («Особые папки» за этот период, фонды КПК ВКП(б)/КПСС, Президиума Совмина и Совмина СССР, секретные постановления Совмина СССР, стенограммы заседаний, постановлений и записок Политбюро и Пленумов ПБ ВКП(б)), относящиеся ко всей первой половине 1950-х гг., остаются по прежнему (2019 г.) недоступными для исследователей.
Документально известно, что Суды чести в отношении руководящего состава Министерств и ведомств существовали и проводились как в 1951—1952 гг., так и позднее.
Согласно опубликованным документами и некоторым исследованиям, в период с 1950—1951 г. и позднее, к рассмотрению дел в судах чести могли привлекаться только руководители министерств, комитетов и ведомств, их заместители., остальные дела подлежали рассмотрению в товарищеских судах и судах общей инстанции.

## Итоги развития институтов судов чести
Точное число и содержание проведённых процессов «Судами чести» остаётся неизвестным. По косвенным данным исследователей, их число может колебаться от нескольких десятков до полутора сотен. Последовавшая внезапная смерть А. А. Жданова от инфаркта, а затем и судебный смертный приговор, вынесенный в отношении осуждённого по Ленинградскому делу А. А. Кузнецова, чуть позднее — В. С. Абакумова, полностью курировавших внедрение «Судов чести» в Министерствах и ведомствах СССР по поручению И. В. Сталина, жесточайшее сопротивление ведомств и министерств внедрению институтов судов чести в отношении своего руководства привели к прекращению процессов.
Публикации документов КПК ВКП(б) об обсуждении ряда экономических преступлений руководства ведомства, например по многолетним кражам спирта с предприятий вкусовой и пищевой промышленности, перед передачей дел в ведение судов чести соответствующего Министерства, показывают существовавшую практику правоприменения в виде осознанного выбора Политбюро пути рассмотрения дела — в суде чести, в КПК ВКП(б) (как правило, с исключением из партии, или строгим выговором с занесением в партийную учётную карточку), или в уголовном суде общего производства.
В большинстве гражданских министерств и ведомств СССР суды чести, видимо, существовали и проводили процессы как минимум до 1954—1955 г. В ряде министерств и ведомстве, таких как МВД, Министерство обороны, Комитет информации, и далее МГБ, суды чести просуществовали до начала-середины 1960-х гг., преобразовавшись в товарищеские суды, затем возродившись как суды чести уже после ликвидации СССР в тех же или аналогичных ведомствах.

## Ведомственные суды чести и известные процессы
- Суд чести в аппарате ЦК ВКП(б):
  - процесс над ответственными работниками Управления кадров, руководившими ранее отделами этих управлений. Вменялось превышение полномочий, растраты, использование привилегий без права на них, крышевание, кумовство.
  - процесс над работниками Управления пропаганды и агитации Б. Л. Сучковым, М. М. Щербаковым и К. С. Кузаковым.

- Суд чести Министерства вооружённых сил СССР (председатель Говоров Л. А.):
  - процесс адмиралов[35] Кузнецова Н. Г., Галлера Л. М., Алафузова В. А., Степанова Г. А.[36]

- Суд чести Министерства высшего образования СССР. Председатель Кочергин И. Г.
  - Дело селекционера и генетика, академика АН БССР Жебрака А. Р.

- Суд чести Министерства путей сообщения СССР[37]
  - Процессы железнодорожников, процесс министра путей сообщения СССР Ковалёва И. В. .

- Суд чести Министерства здравоохранения Союза ССР
  - Процессы профессоров Клюевой Н. Г. и Роскина Г. И., академика-секретаря АМН, физиолога В. В. Парина, министра здравоохранения СССР Г. А. Митерёва.

- Суд чести Министерства кинематографии
  - Процесс замдиректора ВГИК по учебной и научной работе Гридасова П. П., 1947 г., уполномоченного Совэкспортфильм в Канаде Новикова В. В.[38]

- Суд чести при Комитете по делам искусств при Совете Министров СССР. Председатель Сурин В. Н.

- Суд чести Министерства электростанций СССР. Председатель Спирин С. А.

- Суд чести Министерства геологии. Председатель Матвеев А. К..
  - Известные процессы были связаны с кампанией по борьбе с космополитизмом (попытка передать на рассмотрение в суд чести дело крупного геолога ВСЕГЕИ, минералога, профессора Чупилина И. И.[39] в суд чести Министерства геологии), процесс суда чести в отношении профессора Эдельштейна Я. С., выявленными нарушениями секретности при публикации в Атласе СССР детальных карт приполярных районов, процессы судов чести в отношении старших геологов и преподавателей ВСЕГЕИ/ГЕОЛКОМа, геологического факультета Ленинградского университета, Горного института. Процессы совпадали или предшествовали арестам геологов по урановому Красноярскому делу, снятию министра геологии СССР Малышева И. И., аресту геолога, академика АН СССР Григорьева И. Ф. — и проходили осенью-зимой 1949 или 1950 г. По поздним воспоминаниям участников, «следственный процесс, как рассказывают, проходил в Москве в самом Министерстве геологии СССР и в редакции газеты „Правда“. На процесс вызывались специалисты геологических служб из многих городов бывшего Союза, профессора, ученые руководители предприятий и др.»[40]

- Суд чести Министерства государственного контроля
- Суд чести Министерства электропромышленности
- Суд чести Министерства лёгкой промышленности СССР (председатель Коновалов А. И.)
- Суд чести Министерства связи СССР (председатель Попов Р. А.)
- Суд чести Министерства станкостроения
- Суд чести Министерства Государственной безопасности
  - процесс Бородина и Надежкина
- Cуд чести в Главном управлении гидрометеорологической службы
  - процесс по делу руководства Главного управления гидрометеорологической службы при Совете Министров СССР во главе с бывшим начальником управления, известным папанинцем, Героем Советского Союза и членом-корреспондентом АН СССР Федоровым Е. К. — начало октября 1947 г.
- Cуд чести Министерства совхозов СССР
- Cуд чести Академии наук СССР
- Cуд чести МВД СССР
- Cуд чести ВЦСПС
- Cуд чести Комитета информации при Совете Министров СССР
  - процесс Малинина Л. А. — июнь 1948 г.
- Суд Министерства пищевой промышленности
- Суд чести Министерства вкусовой промышленности СССР (председатель Малченко А. Л.)
- Суд чести Министерства продовольственных резервов СССР (председатель Лелль Д. К.)
- Суд Чести при Совете Министров СССР и ЦК ВКП(б)
  - Процесс министра пищевой промышленности В. П. Зотова, его заместителя Н. И. Пронина, начальника Главного управления спиртовой промышленности Министерства Гудзенко И. Ф.- 4 июля 1949 г.[41][31]
- Суд чести при Министерстве торговли
- Суд чести при Министерстве финансов
- Суд чести нового Министерства угольной промышленности СССР.
  - Министерство угольной промышленности западных районов СССР 28 декабря 1948 года было объединено с Министерством угольной промышленности восточных районов СССР и Министерством строительства топливных предприятий СССР в одно — Министерство угольной промышленности СССР. Процессы судов чести были аналогичны подобным процессам железнодорожного руководства[37] в Министерстве путей сообщения (вменялись в вину несоблюдение требований безопасности и контроля за этим, принуждение к переработкам шахтёров, авралы, штурмовщина как причины высокой аварийности).

## Наиболее известные процессы
Наиболее известным делом Судов чести и последующей кампании стал начатый в 1947 г. процесс против члена-корреспондента Академии медицинских наук СССР Н. Г. Клюевой и профессора Г. И. Роскина. Клюева и Роскин создали эффективный, по их мнению, препарат от рака — «КР» (круцин). Открытием (находившемся в состоянии разработки и ещё не проверенным должным образом) заинтересовались американцы, пожелавшие издать их книгу и предложившие программу совместных исследований. Соответствующая договоренность (с разрешения властей) была достигнута, и в ноябре 1946 г. командированный в США академик-секретарь АМН СССР В. В. Парин по указанию заместителя министра здравоохранения передал американским ученым рукопись их книги и ампулы с препаратом. Это, однако, вызвало резкое недовольство Сталина. По возвращении Парин был арестован и осуждён ОСО при МГБ, а Сталин лично занялся организацией кампании. По его указанию А. А. Ждановым было составлено закрытое письмо ЦК (17 июня), посвященное «делу КР» как проявлению «низкопоклонства и раболепия» интеллигенции перед «буржуазной культурой Запада» и важности «воспитания советской интеллигенции в духе советского патриотизма, преданности интересам Советского государства». Партийные организации призывались разъяснять указания Сталина, что даже «последний советский гражданин, свободный от цепей капитала, стоит на голову выше любого зарубежного высокопоставленного чинуши, влачащего на плечах ярмо капиталистического рабства». Сталин заказал Константину Симонову роман на тему «дела КР» и «советского патриотизма» (Симонов написал пьесу «Чужая тень»), заявив при этом:

Если взять нашу среднюю интеллигенцию, научную интеллигенцию, профессоров, врачей, у них недостаточно воспитано чувство советского патриотизма. У них неоправданное преклонение перед заграничной культурой. Все чувствуют себя ещё несовершеннолетними, не стопроцентными, привыкли считать себя на положении вечных учеников. Это традиция отсталая, она идет от Петра. <…> Сначала немцы, потом французы, было преклонение перед иностранцами <…> засранцами.

В ноябре 1947 года прошёл суд чести в Министерстве высшего образования СССР над профессором Сельскохозяйственной Академии Жебраком за то, что тот критиковал своего оппонента Лысенко не в советских изданиях, а на страницах американского журнала «Science». Затем состоялись суды чести в Министерстве геологии и Министерстве государственного контроля, в начале 1948 года — в Министерстве электропромышленности и Министерстве станкостроения.
В январе 1948 года проведён суд чести в Министерстве вооружённых сил. Под суд попали недавние высшие руководители ВМФ — адмиралы Кузнецов, Галлер, Алафузов, Степанов. Общественными обвинителями на таких «судах» выступали, как правило, близкие Жданову и А. А. Кузнецову люди. На «суде чести» в МГБ в ноябре 1947 г. выступил Алексей Кузнецов. В конце 1947 года под удар «суда чести» попал Константин Сергеевич Кузаков, заместитель начальника Управления пропаганды и агитации Александрова, чиновника, очень близкого к Г. Маленкову.
23—24 октября 1947 года «суд чести» рассмотрел дело об антипартийных поступках бывшего заведующего отделом кадров УПиА М. И. Щербакова и бывшего замначальника УПиА Кузакова, обвинённых в потере политической бдительности и чувства ответственности за порученную работу в связи с разоблачением Б. Л. Сучкова, которого они рекомендовали в аппарат ЦК. Им объявили общественный выговор. Решением Секретариата ЦК они были исключены из партии. Сучкова приговорили к заключению и освободили только в 1955 году.

## В кинематографе
Суды чести фигурируют в снятых по заказу партии кинофильмах «Русский вопрос» (1947), «Суд чести» (1948), «Великая сила» (1950, по одноимённой пьесе Б. Ромашова).
Во время Перестройки по мотивам одноимённой повести С. Рыбаса также был снят фильм «Зеркало для героя», где главный инженер Немчинов оказывается осуждён районным судом на основании решения суда чести Министерства угольной промышленности западных районов СССР.